# Ernest-Sylvain Bollée
Pour les articles homonymes, voir Bollée.
Ernest-Sylvain Bollée, né le 19 juillet 1814 à Clefmont en Haute-Marne, et mort le 10 septembre 1891 au Mans,, est un fondeur de cloches  itinérant (affaire de famille depuis 1715), inventeur de l'éolienne Bollée, père d'Amédée-Ernest Bollée, d'Ernest-Jules Bollée et d'Auguste-Sylvain Bollée.

## Biographie
Ernest-Sylvain Bollée est issu d’une grande famille de fondeur de cloches.
Il s’installe d'abord à La Flèche, dans la Sarthe, en 1839, puis à Sainte-Croix (faisant aujourd'hui partie du Mans), à environ trois kilomètres du centre du Mans. Il construisit ensuite un four, rue Sainte-Hélène, qui fut allumé pour la première fois en novembre 1842. 
Ernest-Sylvain épouse F.-G. Dufour. Ils ont trois fils : Amédée né en 1844, Ernest-Jules en 1846 et Auguste en 1847.
Lors de son premier brevet pour l’éolienne en 1868, il a 56 ans. Ce fut probablement Ernest-Sylvain qui utilisa pour la première fois le mot « éolienne », en tant que nom commun, en déposant son brevet.
Sous sa direction, la fabrique de cloches élargit son domaine de fabrication et diversifie ses activités. Il fabrique ainsi des robinets, des canalisations, des pompes, des béliers hydrauliques (découverte de Joseph de Montgolfier, celui-là même qui sera à l'origine de la montgolfière avec son frère Jacques-Étienne Montgolfier).
Le développement industriel et agricole de la seconde moitié du XIXe siècle exige un approvisionnement en eau plus important et des normes de pureté plus strictes. C’est la grande époque de l'essor industriel.
L'éolienne est commercialisée à partir de 1874.
En 1880, le maire du Mans lui remet les insignes de chevalier de la Légion d'honneur.
En 1891, Ernest-Sylvain Bollée meurt d'un accident de tramway à cheval. L'inventeur manceau repose au cimetière Sainte-Croix du Mans.
Son fils Auguste-Sylvain, retiré à Paris, finit par vendre l'affaire des éoliennes en 1898.

## Postérité
Au XXIe siècle, la fonderie  Bollée est en activité à Saint-Jean-de-Braye près d'Orléans et exporte dans le monde entier.

### Sources et bibliographie
- André Gaucheron et J. Kenneth Major, Les éoliennes Bollée, Fédération française des amis des moulins, 1995, 75 p..